# ان‌جی‌سی ۷۳۰۱
ان‌جی‌سی ۷۳۰۱ (انگلیسی: NGC 7301) یک کهکشان مارپیچی میله‌ای است که در حدود ۳۰۸۰۰۰۰۰۰ سال نوری دورتر از زمین در صورت فلکی دلو قرار دارد. ابن کهکشان در سال ۱۸۸۶ توسط ستاره‌شناس آمریکایی فرانسیس پرسترود لیونورث کشف شد.